# 安田桃太郎
安田 桃太郎（やすだ ももたろう、1985年9月19日 - ）は、日本の俳優。本名は同じ。福岡県福岡市出身。血液型O型。ジャパンアクションエンタープライズ第36期生
第一経済大学付属高等学校 芸能コース卒業。身長175cm。体重64kg。実父は福岡県のローカルタレントである安田栗之助。
ジャパンアクションエンタープライズでの活動を経て、フリーの役者として舞台を中心に活動。
2009年に主宰を務める劇団BRATSを結成。2018年には株式会社BRATSを設立し、代表取締役社長に就任。
2018年に熊倉功と「もものくまさん」を2020年に岩崎祐也、小川智之、久保田創と「渚のカルテット」を結成。2020年にYouTubeチャンネル「BRATSちゃんねる」を立ち上げた。

## 出演

### 舞台

#### 劇団BRATS公演
- 第1回公演『アメリ館』（THEATER BRATS、2010年7月1日～4日）
- 第2回公演『Sleeve』（新宿シアターモリエール、2011年5月25日～29日）
- 第3回公演『真・桃太郎伝説』（SPACE107、2012年10月11日～15日）- 桃太郎
- 第4回公演『RED KILL~真っ赤な嘘の描き方~』（ウエストエンドスタジオ、2013年4月10日～14日）
- 第5回公演『西遊記ゑん戯』（ザ・ポケット、2014年1月15日～19日）- 悟空
- 第6回公演『西遊記ゑん戯2〜EVOLUTION〜』（笹塚ファクトリー、2014年12月3日～7日）- 悟空・カツラギ
- 第7回公演『熱血！不良総選挙』（すみだパークスタジオ「倉」、2015年3月12日～15日）- 八尋映次
- 第8回公演『椿説 おくのほそ道』（すみだパークスタジオ「倉」、2015年12月22日～27日）- 松尾芭蕉
- 第9回公演『テノヒラサイズの人生大車輪』（ひつじ座、2016年8月10日 - 14日）
- 第10回記念公演 第1弾『戦闘改造学園Z』（すみだパークスタジオ「倉」2016年12月1日 - 4日）- モホロビ
- 第10回記念公演第二弾『遠州森の石松～馬鹿は死ななきゃ治らない～』（すみだパークスタジオ「倉」2017年3月24日 - 4月2日）- 森の石松
- BRATS×新風PROJECT BRATS版『大江戸喧嘩花』（篠原演芸場　2024年6月9日〜11日） - 辰五郎　および演出
- BRATS×新風PROJECT公演『蒼天を駆る』　~血風の巻~ ／~刀刃の巻~ 2024年12月3日〜12月9日 - 石堂弥右衛門　および演出

#### その他の舞台
- 劇団ヘロヘロQカムパニー第14回公演『戦国退魔伝MereaMera☆Gyuuun』2005年 - 骸
- 劇団ヘロヘロQカムパニーPRESENTS SUPER SPECIAL LIVE SHOW『女ドラゴン☆さやか！　スーパーヒーロー大集合！！　～崩壊！！大陸拳極東支部～』2008年
- サンケイホールブリーゼ杮落し公演『冬の絵空』(演出：鈴木 勝秀）2008年 - 黒子・役人・心中女・吉良家家臣(声)・芸者・犬男
- 劇団☆新感線 いのうえ歌舞伎・壊<Punk>『蜉蝣峠』（出演：古田新太　堤真一　高岡早紀　勝地涼　木村了　梶原善　他）2009年 - 桜海老
- 劇団☆新感線 Inouekabuki Shochiku-mix 『蛮幽鬼』（出演：上川隆也　稲森いずみ　早乙女太一　堺雅人　他）2009年9月
- 劇団☆新感線『薔薇とサムライ〜GoemonRock OverDrive』（出演：古田新太　天海祐希　浦井健治　山本太郎　神田沙也加　森奈みはる　藤木孝　他）2010年
- 琉球ロマネスク『テンペスト』（2011年2月6日 - 28日、赤坂ACTシアター / 3月5日 - 20日、新歌舞伎座）
- 劇団☆新感線『髑髏城の七人』（出演：小栗旬　森山未來　早乙女太一　小池栄子　勝地涼　仲里依紗　千葉哲也　他）2011年8月
- 劇団朱雀特別公演『玲瓏』早乙女太一全国ツアー2011年10月 - 11月
- 特別公演早乙女太一『晩夏の舞』2011年11月
- 劇団☆新感線『シレンとラギ』（出演：藤原竜也　永作博美　高橋克実　三宅弘城　北村有起哉　石橋杏奈　古田新太　他）2012年4月
- 劇団☆新感線『ZIPANG PUNK〜五右衛門ロックIII』（出演：古田新太、三浦春馬、蒼井優、浦井健治、高橋由美子、村井國夫、麿赤兒　他）2012年12月
- 朗読活劇 Recita Calda『六月は真紅の薔薇 沖田総司』（出演：早乙女太一　前田悟　安田桃太郎　伊藤教人）2013年
- いのうえシェイクスピア『鉈切り丸』（2013年10月オリックス劇場、2013年11月東急シアターオーブ、演出：いのうえひでのり）
- 大人の新感線『ラストフラワーズ』（東京2014年7月30日 - 8月25日　大阪9月3日 - 9月30日）
- 劇団☆新感線2014年春興行いのうえ歌舞伎『蒼の乱』（東京2014年3月27日 - 4月26日　大阪5月8日 - 5月27日）
- 劇団☆新感線35周年 オールスターチャンピオンまつり『五右衛門vs轟天』2015年 - 大阪・福岡公演：エスパーダ・ダークナイト16
- 劇団EXILE 松組 第一回公演『刀舞鬼　-KABUKI-』（東京2016年2月19日 - 2月28日　大阪3月5日 - 3月6日）- 大典太
- スーパー歌舞伎II『ワンピース』（新橋演舞場2015/10/7～11/25　博多座2016/4/2～4/26　大阪2018/4/1～4/25　御園座2018/5/3～5/27）海兵・囚人
- はっぴぃはっぴぃどりーみんぐvol.12×4121『TOU -JYUKAI-DEN-□』（東京2017年1月29日 - 2月7日　大阪2月18日 - 2月19日）
- ONWARD presents 劇団☆新感線『髑髏城の七人 Season鳥』（2017年6月27日 - 9月1日） - 服部半蔵
- ONWARD presents 劇団☆新感線『髑髏城の七人 Season月』＜上弦の月＞＜下弦の月＞（2017年11月23日 - 2018年2月21日） - 服部半蔵
- 新作歌舞伎『NARUTO -ナルト-』（新橋演舞場2018年8月4日 - 8月27日　南座2019年6月2日 - 6月26日）- 干柿鬼鮫
- もものくまさんproduce『怪人哀歌』（2018年10月20日 - 10月28日）- 赤松
- 音楽活劇『SHIRANAMI』（2019年1月11日 - 1月29日） - 高杉他
- もものくまさんproduce『CHAOS』（初演2019年2月27日 - 3月3日　再演2019年4月15日 - 4月21日） - タロー／桃
- ナゴヤ座×BRATS スペシャルコラボイベント（2019年4月4日 - 4月7日）- 弁天・赤星
- 極上ナゴヤカブキ『斉天大戦 -天上天下唯我独猿編-』（2019年8月30日 - 9月1日）- 玉帝
- 劇団朱雀 復活公演 （東京2019年11月26日 - 12月15岐阜12月19日 - 12月30日　大阪2020年1月4日 - 1月7日　札幌1月18日）
- art KYOTO 舞踊劇『乱舞～二条城～』（2020年12月3日公演　12月5日より公式サイトにて無料配信）
- 舞台『刀剣乱舞』天伝 蒼空の兵 -大坂冬の陣- 2021年1月10日～3月28日 - 阿形
- 舞台『刀剣乱舞』无伝 夕紅の士-大坂夏の陣- 2021年4月11日～6月27日 - 阿形（声のみ）
- 劇団メルシアーク第24回公演 『星鏡』 2021.8月7日～9日､8月20日､21日(出演は8月7日～9日のみ) - 辰 弦
- 劇団メルシアーク第25回公演 『星鏡』 2021.12月17日、18日、12月24日～27日(出演は12月24日～27日のみ) - 辰 弦
- 舞台『刀剣乱舞』綺伝 いくさ世の徒花　2022年3月19日〜5月15日 - 阿形（声のみ）
- 東映ムビ×ステ 舞台『漆黒天 -始の語り-』 [1] 　2022年8月5日～9月4日 - 座頭の來
- 「『神宿る島』宗像・沖ノ島と世界遺産群」世界遺産登録 5周年記念「むなかた三女神記」2022年12月17日 - 仙人
- 『「ミュージカル SMILE」-kodo-大好きなパパからの手紙』2022年12月17日 - 朝比奈信次
- 劇団丸組第八回公演 『新山猫最終章』2022年2月16日～19日 - 義豊
- 劇団朱雀『 祭宴ふたたび飛ぶ鳥は天つ風受け舞い踊る！』2023年5月19日～6月25日 - 阿久津十蔵　村上庄左ヱ門　都鳥吉兵衛ほか
- 舞台『刀剣乱舞』山姥切国広 単独行 -日本刀史- 2023年9月22日～11月12日 - 阿形（声のみ）
- 新風プロジェクト第19弾 『風花、繚乱』2023年9月22日、23日 - お坊吉三
- 『ヒモのはなし』東京2023年10月4日～10月9日　名古屋10月17日～10月29日 - シゲ
- 大衆演劇新風プロジェクト『果ての月』2023年12月23日、24日 - 鉄造
- 2月劇団舞姫『葵 翔太郎　総座長昇進公演 』2024年2月16日『次郎長と旅役者』『清水の小政』　2月17日『大逆人』(渡辺和徳作) - 尾形伸之介ほか
- 第二回 中村福助・児太郎の会『三本の糸』2024年3月27日 - 椿鬼座右衛門
- 新風プロジェクト第19弾 『風花、繚乱』(再演) 2024年6月4日、5日 - お坊吉三
- 新風PROJECT×ＢＲＡＴＳ 大衆演劇版『大江戸喧嘩花』2024年6月7日〜8日 - 辰五郎
- 『ASAKUSA SAMURAI × LIVE SHOW』ASAKUSA SAMURAIVE SHOW 2024年11月11日〜11月21日 - 出演および演出
- 新風PROJECT×BRATS 公演 『果ての月』2024年12月15日、16日 - 鉄造
- TAICHI SAOTOME 30TH ANNIVERSARY STAGE　「TOKYO INSIDE CLUB」「OTOGI」2025年4月24日～5月1日 - 『弁天小僧菊之助』月形ほか
- 「礎の響〜SEKIGAHARA〜」2025年9月9日～9月11日 - 徳川家康

#### 舞台（ゲスト出演）
- 伊藤教人プロデュース公演　ゴリズム『アイケン』2018年3月1日～3月4日 - 千穐楽ゲスト
- NAGOYA KABUKI 4『YAJIKITA2 -地獄道中閻魔戯之巻-』2018年5月18日，2018年6月30日 - 7月1日）-人頭幢、人呑鬼、黒鬼
- NAGOYA KABUKI 3『SAZEN -魔剣の章-』　2018年6月29日 - 蒲生泰軒
- NAGOYA KABUKI 5『BENTEN the KID -御存知弁天小僧白浪事始-』2019年8月23日 ～25日- 赤星十三郎
- NAGOYA KABUKI 11『風来ボウイ -破レ笠 暴レ石松放浪記-』2022年10月2日 - 桃蔵
- 橘劇団　特別公演（篠原演芸場）『芝浜』『弁天小僧菊之助』2024年7月19日～20日
- 劇団鯱　８月浅草木馬館特別公演　劇団鯱×早乙女友貴×安田桃太郎 『 真夏の祭典 ～宴UTAGE～ 』2024年8月25日 - ｢人生劇場｣  飛車角
- 葵翔太郎総座長　誕生日前夜祭『桜の花の散る如く』　2025年5月11日 - 坂部三十郎
- 篠原演芸場５月公演　劇団舞姫特別公演　2025年5月26日～27日
- 篠原演芸場６月公演　劇団鯱特別公演　2025年6月6日～7日
- 劇団輝 早乙女太一コラボ公演　羅い舞座京橋劇場　2025年6月9日～10日

### 映画
- 吉祥天女（2007年6月30日公開）
- 電影版 獣拳戦隊ゲキレンジャー ネイネイ!ホウホウ!香港大決戦（2007年）
- 劇場版 仮面ライダー電王 俺、誕生! （2007年）
- ワルボロ（2007年9月8日、東映）
- 僕の彼女はサイボーグ（2008年）
- クローズZERO II（2009年4月11日公開）
- 山形スクリーム（2009年）
- シュアリー・サムデイ（2010年7月17日公開）
- 一命（2011年）
- ピンクとグレー（2015年1月９日公開）
- G.I.ジョー　漆黒のスネークアイズ（2021年10月公開）
- YAMANEKO - 土方歳三（2025年１月完成披露試写会）

### テレビ
- 仮面ライダーカブト（2006年 - 2007年、テレビ朝日）
- 轟轟戦隊ボウケンジャー（2006年 - 2007年、テレビ朝日）
- 仮面ライダー電王（2007年 - 2008年、テレビ朝日）
- 獣拳戦隊ゲキレンジャー（2007年 - 2008年、テレビ朝日）
- アルティメットクラブ （2007年、サイエンスチャンネル）
- ROOKIES（2008年4月 - 7月　TBS）
- 恋空（2008年8月 - 9月、TBS）
- ハンチョウ〜神南署安積班〜 シリーズ2（2010年1月 - 3月）
- ヤンキー君とメガネちゃん（2010年4月、TBS）
- 兄に愛されすぎて困ってます（2017年、日本テレビ）第２話
- グッドモーニング、眠れる獅子（2022年、ひかりTV）
- King & Princeる。本格時代劇に挑戦!!3時間で殺陣をマスターできるか!（2022年、日本テレビ）

### ライブ
- YUZU STADIUM 2005「GO HOME」（2005年　日産スタジアム）

## アクション監督・演出作品

### ライブ
- KREVAの新しい音楽劇「最高はひとつじゃない2014」2014年　演出・野村昌史 町田誠也
- 『THE ALCURD SHOW』2014年　演出・河原雅彦
- 舞台 歌謡ファンク喜劇『いやおうなしに』2015年　演出・河原雅彦
- ミュージカル『仮面ティーチャー〜SILVER MASK〜』2015年　演出・赤澤ムック
- 『家族の基礎～大道寺家の人々』2016年　演出・倉持裕
- 舞台『八王子ゾンビーズ』2018年　演出・鈴木おさむ
- 映画『八王子ゾンビーズ』2020年　監督・鈴木おさむ
- Music Video THE冠『日本のヘビーメタル』2020年　監督・YUTARO（ART LOVE MUSIC）
- 舞台『陽だまりの樹』2021年　演出・樫田正剛
- Music Video フィロソフィーのダンス『ダブル・スタンダード』2021年　監督・ZUMI
- 舞台 『「バクマン。」THE STAGE』 2021年　演出・ウォーリー木下
- 舞台『テイルズ オブ アライズ オンラインシアター リベレイターズ-希望を託されし解放者たち- New Attempt』2022年　演出・粟島瑞丸
- 舞台『ロミオ＆ジュリエット』2023年　上演台本・演出：アレクサンドラ・ラター
- 舞台『Bumblebee7』2023年　演出・葛木英
- 舞台『「わたしの幸せな結婚」－帝都陸軍オクツキ奇譚－』2023年　脚本・演出：三浦香
- 舞台『言の葉の庭』2023年 翻案・演出 : アレクサンドラ・ラター
- 2.5次元ダンスライブ「ツキウタ。」 ステージ第14幕 『Rabbits Kingdom Resurrection』2023年　演出：三貝豪（Planet Kids Entertainment）
- 阿部顕嵐独演会 『風姿花伝』2023年
- 舞台『 FINAL FANTASY BRAVE EXVIUS 幻影戦争 THE STAGE』2024年　脚本・演出：松多壱岱
- 『聖剣伝説3 TRIALS of MANA』2025年　脚本・演出：松多壱岱

### 演出
- 劇団丸組幕引き公演 「山潜り-YAMAKUGURI-」2025年　脚本：丸山貢治

- RIALS of MANA』2025年　脚本・演出：松多壱岱